# Zelene, Nedrîhailiv
Zelene (în ucraineană Зелене) este un sat în comuna Ivanîțea din raionul Nedrîhailiv, regiunea Sumî, Ucraina.

## Demografie
Componența lingvistică a localității Zelene
     Ucraineană (97,48%)
     Rusă (2,52%)
Conform recensământului din 2001, majoritatea populației localității Zelene era vorbitoare de ucraineană (97,48%), existând în minoritate și vorbitori de rusă (2,52%).